# BAC 1-11

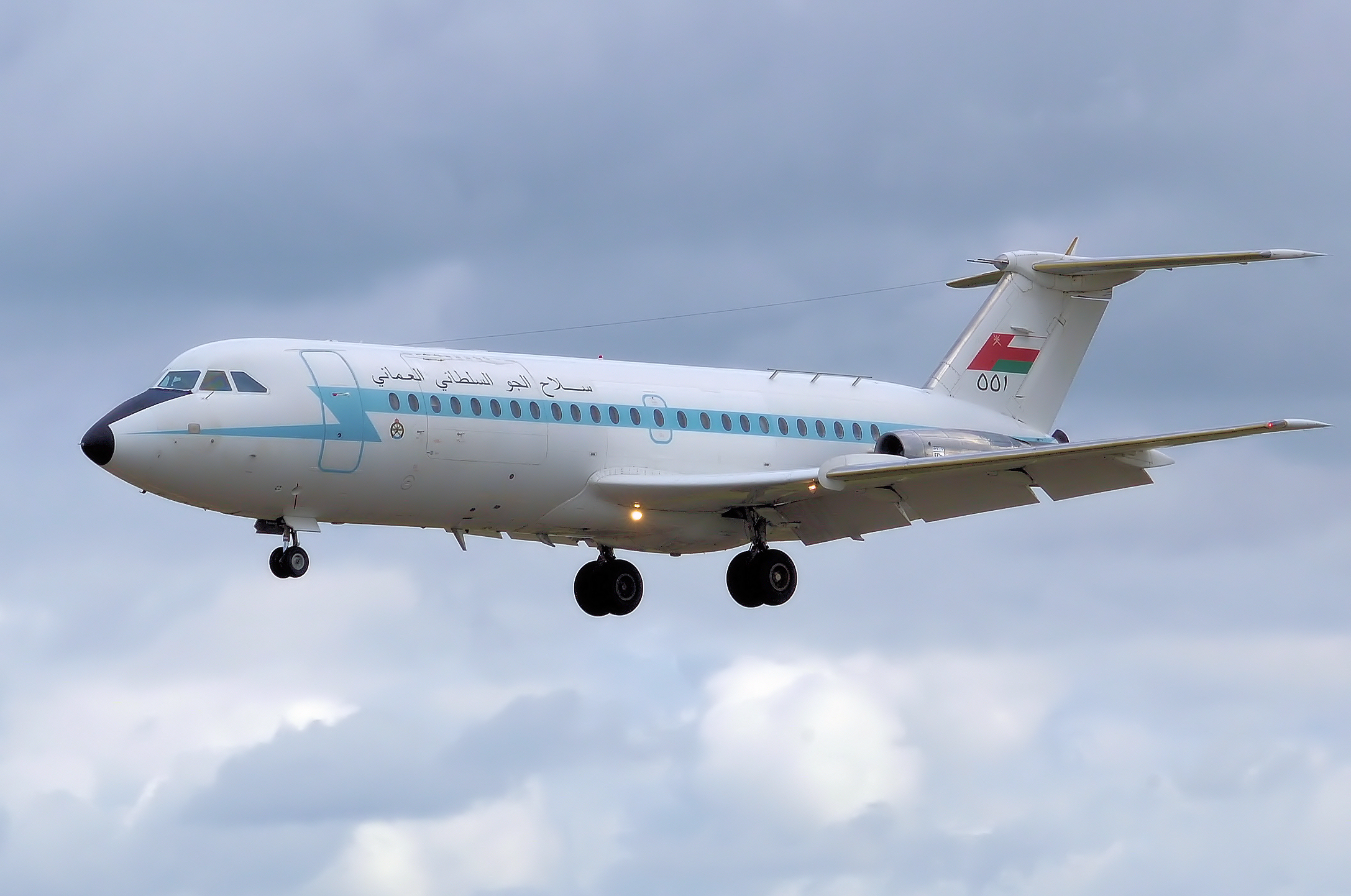
BAC 1-11 Model 485GD, Royal Air Force of Oman.

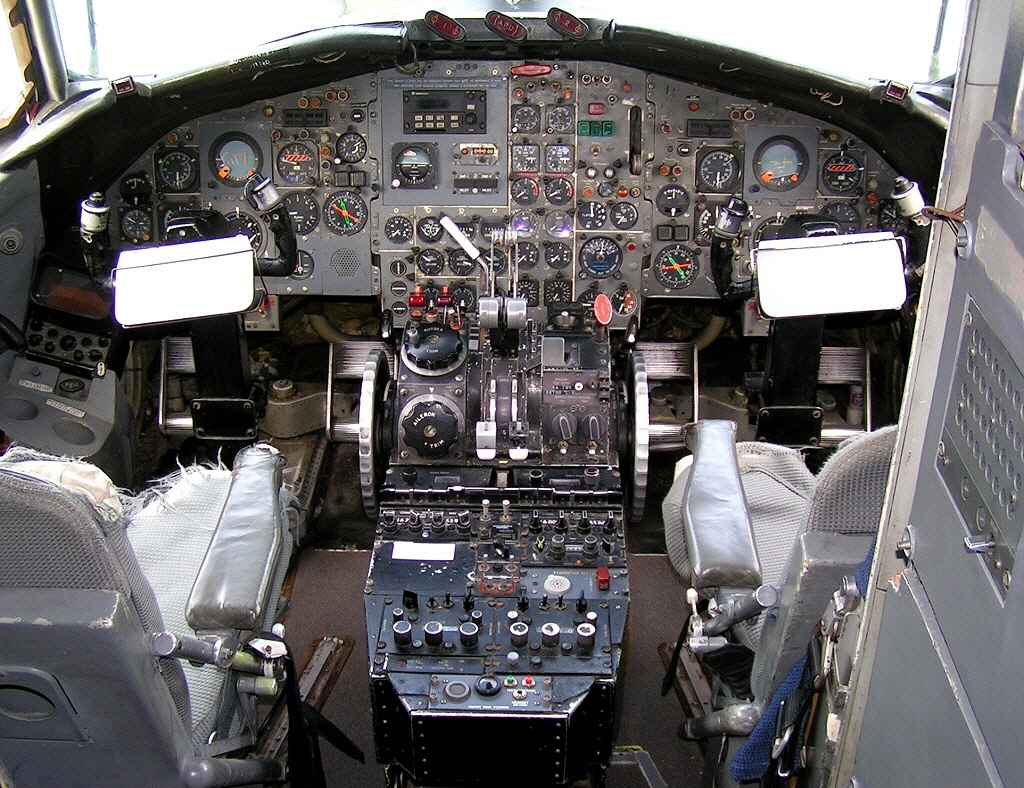
Cockpit BAC 1-11 Series 510ED

BAC 1-11 var Storbritanniens mest lyckade projekt bland de jetdrivna passagerarflygplanen som de tillverkade själva, totalt 235 stycken tillverkades 1963–1982 och 9 stycken Rombac 1-11 ihopmonterade i Rumänien för Tarom. Planen drevs av 2 jetmotorer i aktern precis som DC-9 och Tupolev Tu-134. De tillverkades av British Aircraft Corporation förkortat BAC. Sammanlagt tillverkades det i 244 exemplar.
Flygbolag som flugit detta plan är bland andra:
- Aer Lingus
- Air Malawi
- Air Malta
- Air UK
- American Airlines
- Austral
- Bavaria Fluggesellschaft
- Braniff International Airways
- British Eagle
- British European Airways (BEA), senare British Airways

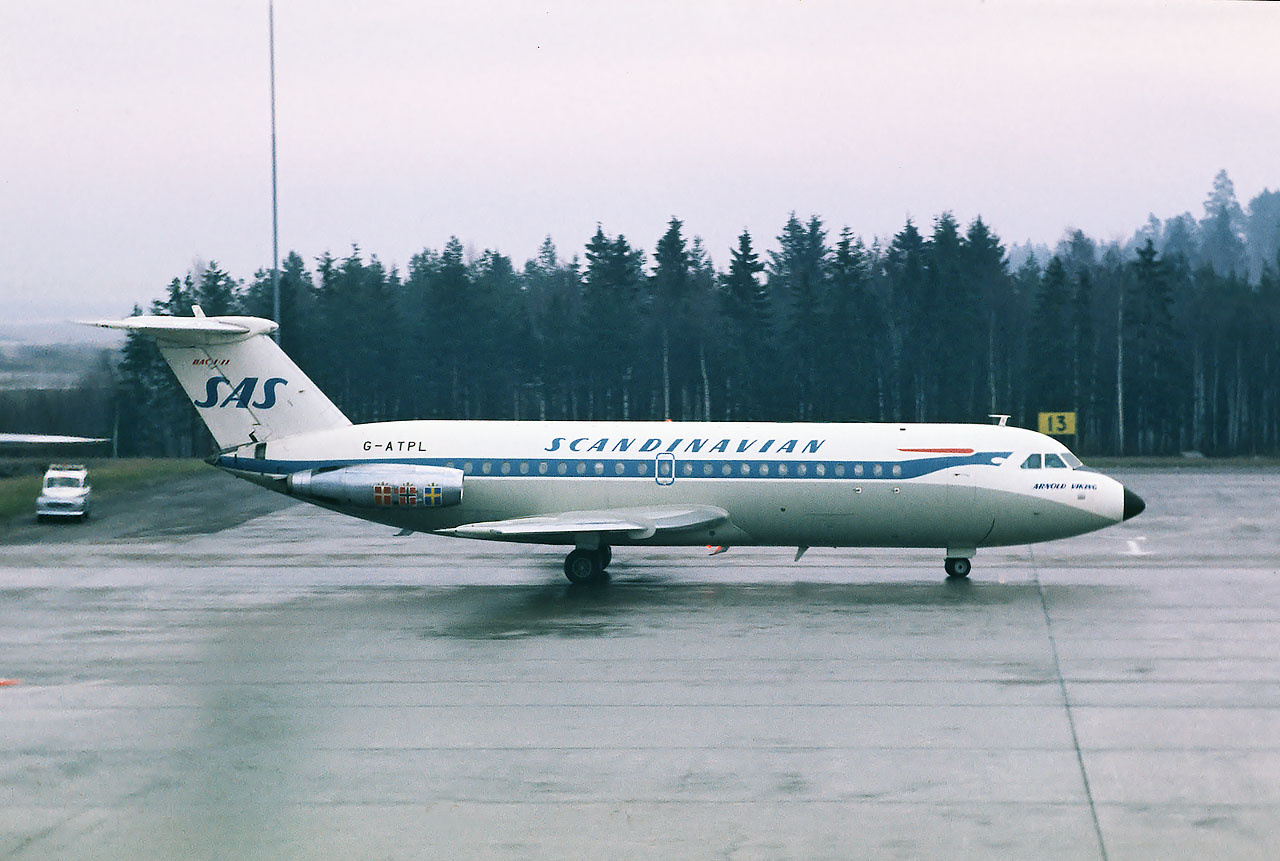
BAC 1-11 Model 301AG, SAS Arnold Viking, inhyrd från British Eagle, Arlanda november 1967.

- British United Airways
- Channel Airways
- Dan-Air
- Germanair
- Gulf Air
- Laker Airways
- Paninternational
- Quebecair
- Ryanair
- SAS (inhyrd)
- Swissair (inhyrd)
- Tarom